# Bogdan Głębowicz
Bogdan Głębowicz (ur. 19 sierpnia 1929 w Toruniu, zm. 1 lipca 1974 w Szadłowicach) – polski historyk, profesor i rektor Wyższej Szkoły Nauczycielskiej w Bydgoszczy.

## Życiorys
Urodził się 19 sierpnia 1929 r. w Toruniu, w rodzinie Jana, naczelnika wydziału w Pomorskiej Izbie Rolniczej w Toruniu, i Wandy z Grzybińskich. W rodzinnym mieście ukończył trzy klasy szkoły powszechnej.
Po wybuchu II wojny światowej został wysiedlony wraz z rodzicami z Torunia. Okupację niemiecką przetrwał w Sandomierzu i Kielcach.
W 1945 r. ukończył czwartą klasę gimnazjum w Kielcach, po czym powrócił do Torunia. Uczęszczał do I Liceum Ogólnokształcącego im. Mikołaja Kopernika, gdzie złożył egzamin dojrzałości w 1947 r. Następnie podjął studia historyczne w Uniwersytecie Mikołaja Kopernika, broniąc w 1952 r. dyplomu pod kierunkiem Ryszarda Mienickiego. Na tej samej uczelni doktoryzował się w 1960 r. (rozprawa Przemysł i rzemiosło gdańskie w latach 1770–1814, przygotowana pod kierunkiem Jadwigi Lechickiej) oraz w 1967 r. uzyskał habilitację (rozprawa Realizacja reformy rolnej PKWN w woj. pomorskim w latach 1945–1948).
Do 1950 r. był etatowym pracownikiem Związku Harcerstwa Polskiego, następnie przez rok uczył w Liceum Ogólnokształcącym Towarzystwa Przyjaciół Dzieci w Toruniu. W latach 1951–1952 był pracownikiem etatowym Wydziału Szkolno-Harcerskiego Zarządu Wojewódzkiego Związku Młodzieży Polskiej w Bydgoszczy.
Od 1952 r. pracował na Uniwersytecie Mikołaja Kopernika, początkowo jako aspirant w Katedrze Historii Polski, następnie starszy asystent (1956), adiunkt (1956) i docent (od 1967) w Katedrze Historii Polski i Powszechnej XIX i XX wieku. Kierował na uczelni Studium Nauk Politycznych.
W 1971 r. przeszedł do pracy w Wyższej Szkole Nauczycielskiej w Bydgoszczy, gdzie jako docent (potem profesor nadzwyczajny) kierował Zakładem Nauk Politycznych, a także pełnił funkcję rektora uczelni, która już po jego śmierci została przemianowana na Wyższą Szkołę Pedagogiczną, a w 2005 r. weszła w skład nowo utworzonego Uniwersytetu Kazimierza Wielkiego.
Był żonaty z Marią z domu Konkol (1934–1977). Ojciec Magdaleny.
Zmarł śmiercią tragiczną wraz z żoną Marią i dyrektorem WSN-u mgr Remigiuszem Kołodzińskim - wypadek samochodowy w Szadłowicach k. Inowrocławia 1 lipca 1974 r. Został pochowany na Cmentarzu Komunalnym nr 1 przy ulicy Grudziądzkiej w Toruniu (sektor F-7-1).

### Działalność polityczna
Bogdan Głębowicz od czerwca 1948 r. należał do Polskiej Partii Socjalistycznej, a w grudniu tego roku został członkiem Polskiej Zjednoczonej Partii Robotniczej. W latach 1949–1951 był członkiem egzekutywy podstawowej organizacji partyjnej przy ZM ZMP w Toruniu, a w latach 1953–1954 pełnił funkcję II sekretarza Komitetu Uczelnianego PZPR na UMK w Toruniu.

## Dorobek naukowy
Bogdan Głębowicz był autorem szeregu prac monograficznych, rozpraw i artykułów. Skupiał się w nich głównie na życiu politycznym województwa pomorskiego (bydgoskiego) w latach 1945–1948. Jego zainteresowania naukowe obejmowały nauki polityczne, historię najnowszą Polski, historię ruchu robotniczego. Ogłosił m.in. prace:
- Realizacja reformy rolnej Polskiego Komitetu Wyzwolenia Narodowego w województwie pomorskim (bydgoskim) w latach 1945–1948 (1966).
- Kształtowanie się podstaw ustrojowych Mongolskiej Republiki Ludowej w okresie lat 1921–1949 (1968).
- Zarys dziejów i działalności Pomorskiego Okręgu Związku Nauczycielstwa Polskiego (1920–1966) (1969).
- Monografia Brześcia Kujawskiego (1970, jako redaktor i współautor).

Był członkiem Towarzystwa Naukowego w Toruniu, Bydgoskiego Towarzystwa Naukowego oraz Polskiego Towarzystwa Historycznego.

## Ordery i odznaczenia
- Krzyż Oficerski Orderu Odrodzenia Polski (pośmiertnie)
- Krzyż Kawalerski Orderu Odrodzenia Polski
- Złoty Krzyż Zasługi
- Brązowy Medal za Zasługi dla Obronności Kraju
- Złote Odznaczenie im. Janka Krasickiego

Źródło:.

## Nagrody
- Nagroda WRN w Bydgoszczy I stopnia za wybitne osiągnięcia w dziedzinie nauki (zespołowa) za pracę Pod czerwonym sztandarem (1969)[4]